# Impasse Petin
L'impasse Petin est une voie située dans le quartier d'Amérique du 19e arrondissement de Paris en France.

## Origine du nom
Elle doit son nom à celui d'un ancien propriétaire local.

## Historique
Cette voie est ouverte sous sa dénomination actuelle en 1835 et fermée à la circulation depuis 1982.